# Aucey-la-Plaine
Aucey-la-Plaine település Franciaországban, Manche megyében. Lakosainak száma 413 fő (2022. január 1.). Aucey-la-Plaine Pontorson, Sougéal és Sacey községekkel határos.

## Népesség
A település népességének változása:
| Lakosok száma | 444  | 419  | 430  | 440  | 450  | 439  | 427  | 419  | 415  | 413  |
|               | 1968 | 1982 | 1990 | 2006 | 2013 | 2015 | 2017 | 2019 | 2020 | 2022 |